# Gruzdevita
La gruzdevita és un mineral de la classe dels sulfurs. Rep el nom en honor de Vyacheslav Sergeyevich Gruzdev (1938-1977), mineralogista de l'Institut de Mineralogia i Geoquímica d'Elements Rars (IMGRE) de Moscou. Va estudiar els dipòsits d'antimoni-mercuri i va morir durant la recerca geològica.

## Característiques
La gruzdevita és una sulfosal de fórmula química Cu₆Hg₃Sb₄S₁₂. Va ser aprovada com a espècie vàlida per l'Associació Mineralògica Internacional l'any 1980, sent publicada per primera vegada el 1981. Cristal·litza en el sistema trigonal. La seva duresa a l'escala de Mohs es troba entre 4 i 4,5.
Segons la classificació de Nickel-Strunz, la gruzdevita pertany a «02.GA: nesosulfarsenats, nesosulfantimonats i nesosulfbismutits sense S addicional» juntament amb els següents minerals: proustita, pirargirita, pirostilpnita, xantoconita, samsonita, skinnerita, wittichenita, lapieïta, mückeïta, malyshevita, lisiguangita, aktashita, nowackiïta, laffittita, routhierita, stalderita, erniggliïta, bournonita, seligmannita i součekita.
L'exemplar que va servir per a determinar l'espècie, el que es coneix com a material tipus, es troba conservat a les col·leccions del Museu Mineralògic Fersmann, de l'Acadèmia de Ciències de Rússia, a Moscou (Rússia).

## Formació i jaciments
Va ser descoberta al dipòsit d'antimoni i mercuri de Chauvai, a la regió de Batkén (Kirguizstan). També ha estat descrita a Rússia, Taiwan, Mèxic i els Estats Units.